# Adelina Oprean
Adelina Oprean (* 3. Februar 1955 in Deva) ist eine rumänische Violinistin.

## Leben
Adelina Oprean studierte an der Musikhochschule Bukarest bei Ştefan Gheorghiu (1926–2010). Weiterhin studierte sie bei Alberto Lysy (1935–2009) und Yehudi Menuhin in Gstaad und am Salzburger Mozarteum bei Sándor Végh. In den Jahren 1982 bis 1986 war Oprean Lehrbeauftragte an der Menuhin-Musik-Akademie in Gstaad, weiterhin war sie als Assistentin Sándor Végh in Lenk aktiv. Sie hat seit 1985 eine Professur an der Musikhochschule Basel. Konzerttätigkeiten führten sie durch ganz Europa, die USA, Südamerika und Asien. Oprean hat mehrere Rundfunk-, Fernseh- und Schallplattenaufnahmen gemacht. Sie spielt eine Geige von Lorenzo Storioni. Der Pianist Justin Oprean ist ihr Bruder, mit ihm hat sie mehrere Werke aufgenommen.
Oprean spielte mit verschiedenen bekannten Orchestern, z. B. dem Royal Philharmonic Orchestra, den London Mozart Players, dem Stuttgarter Kammerorchester, der Camerata Lysy, dem Tonhalle-Orchester Zürich, der Bournemouth Sinfonietta und dem European Community Chamber Orchestra.

## Auszeichnungen
- Preisträgerin beim Bach-Wettbewerb, Leipzig
- Preisträgerin beim Kammermusikwettbewerb, Belgrad
- 1. Preis beim Kammermusik-Wettbewerb, Colmar
- Silbermedaille beim Kammermusik-Wettbewerb, Genf
- 1981: 2. Preis beim Joachim-Wettbewerb, Eisenstadt
- 1982: 1. Preis beim internationalen Carl-Flesch-Wettbewerb, London[2]

## Diskografie (Auswahl)
- 1982: [FAE-Sonate] F.A.E., Albert Hermann Dietrich, Aulos-Schallplatten-Produktion; Fono-Schallplattengesellschaft
- 1990: Violinkonzert 1 F-Dur
- 1991: Violinsonaten 2 und 3
- 1992: [Sonaten, Vl Kl / Ausw.] Violin sonatas, George Enescu, München: Koch International
- 1998: Tribute to Stradivarius, München, Koch International
- 1999: Haydn Concertos, Helios, Adelina & Justin Oprean, Eu Ko
- 2002: Enescu Violin Sonatas, Adelina & Justin Oprean